# Doc 3
Doc 3 é uma série de jornalismo documental de televisão da RTP3, que apresenta uma seleção de documentários internacionais sobre um tema da atualidade. É transmitido de segunda a quinta-feira, às 20h e, ocasionalmente, às 13h.

## Documentários exibidos

### 2015
| Dia de exibição | Titulo                                                                                                | Ano  | País de origem                                    | Realização                            | Refs. |
| --------------- | --- | ---- | ------------------------------------------------- | ------------------------------------- | ----- |
| 5 de outubro    | Aleppo: Notas da Escuridão Aleppo. Notatki z ciemnosci                                                | 2014 | Polónia · Síria                                   | Michal Przedlacki, Wojciech Szumowski | [ 1 ] |
| 6 de outubro    | Poente Nazi, Aurora Dourada Neonazi: To olokaftoma tis mnimis                                         | 2013 | Grécia                                            | Stelious Kouloglou                    | [ 2 ] |
| 8 de outubro    | Um Povo Sem Terra Israel/Palestine - A People Without a Land                                          | 2015 | Estados Unidos · Reino Unido · Israel · Palestina | Eliyahu Ungar-Sargon                  | [ 3 ] |
| 12 de outubro   | Dissidentes Digitais Digitale Dissidenten                                                             | 2015 | Alemanha · Noruega                                | Cyril Tuschi                          | [ 4 ] |
| 13 de outubro   | The Rise of the Houthis                                                                               | 2015 | Iêmen                                             | Safa Al Ahmad                         |       |
| 14 de outubro   | Adeus Camaradas - Apogeu 1975-1979 Adieu Camarades - Apogée 1975-1979                                 | 2011 | Alemanha · França · Finlândia · Noruega           | Andrei Nekrasov                       | [ 5 ] |
| 15 de outubro   | O Genocídio Arménio - 100 Anos Depois Armenian Genocide: 100 Years Later                              | 2014 | França · Armênia                                  | Nicolas Jallot                        | [ 6 ] |
| 16 de outubro   | Coreia do Norte, a Grande Ilusão North Korea, the Great Illusion/Corée du Nord, la Grande Illusion    | 2012 | França · Coreia do Norte                          | Michael Sztanke, Julien Alric         | [ 7 ] |
| 19 de outubro   | Os Últimos Dias de Kim Jong-il Kim Jong-Il: The Forbidden Biography/Les Derniers Jours de Kim Jong-Il | 2010 | França · Coreia do Norte                          | Anthony Dufour                        | [ 8 ] |
| 20 de outubro   | Burma, the endless Guerilla                                                                           |      | Myanmar                                           |                                       |       |
| 21 de outubro   | Adeus Camaradas - Ameaças 1980 - 1984 Adieu Camarades - Menaces 1980 - 1984                           | 2011 | Alemanha · França · Finlândia · Noruega           | Andrei Nekrasov                       | [ 9 ] |

### 2021
| Dia de exibição | Titulo | Ano  | País de origem | Realização                  | Refs.  |
| --------------- | --- | ---- | -------------- | --------------------------- | ------ |
| 23 de novembro  | Fast Fashion: Os segredos da moda barata Fast fashion - Les dessous de la mode à bas prix                               | 2021 | França         | Gilles Bovon Edouard Perrin | [ 10 ] |
| 24 de novembro  | Fuga da Eritreia Escaping Eritrea                                                                                       | 2021 | Estados Unidos | Evan Williams               | [ 11 ] |
| 25 de novembro  | Dentro do Antifa Inside Antifa                                                                                          | 2021 | Estados Unidos | Elliott Welles              | [ 12 ] |
| 30 de novembro  | A Herança da Primavera Árabe - Entre a Revolta e o Caos Das Erbe des Arabischen Frühlings - Zwischen Aufbruch und Chaos | 2021 | Alemanha       | Michael Richter             | [ 13 ] |
| 1 de dezembro   | A Herança da Primavera Árabe - Entre a Revolta e o Caos Das Erbe des Arabischen Frühlings - Zwischen Aufbruch und Chaos | 2021 | Alemanha       | Michael Richter             | [ 14 ] |

### 2024
| Dia de exibição                                                              | Titulo | Ano            | País de origem            | Realização                                     | Refs.                |
| ---------------------------------------------------------------------------- | --- | -------------- | ------------------------- | ---------------------------------------------- | -------------------- |
| 2 de janeiro                                                                 | Hezbollah Inc | 2023           | França                    | Jérôme Fritel Sofia Amara                      | [ 15 ] [ 16 ]        |
| 3 de janeiro                                                                 | Hezbollah Inc | 2023           | França                    | Jérôme Fritel Sofia Amara                      | [ 15 ] [ 16 ]        |
| 4 de janeiro                                                                 | Singapura : Cidade Perfeita ou Estado de Vigilância Distópico? Singapore: The Perfect City or Dystopian Surveillance State? | 2023           | França                    | Ibar Aibar                                     | [ 17 ] [ 18 ]        |
| 8 de janeiro                                                                 | Entre a Ilusão de Grandeza e a Repressão: O Novo Egito Between Grandeur and Repression: The New Egypt                       | 2023           | França                    | Paul Labrosse                                  | [ 19 ] [ 20 ]        |
| 8 de janeiro                                                                 | Antissemitismo, 2000 anos de História Anti-Semitism, 2000 Years of History                                                  | 2022           | França                    | Jonathan Hayoun                                | [ 21 ] [ 22 ]        |
| 9 de janeiro                                                                 | Antissemitismo, 2000 anos de História Anti-Semitism, 2000 Years of History                                                  | 2022           | França                    | Jonathan Hayoun                                | [ 21 ] [ 22 ]        |
| 10 de janeiro                                                                | Antissemitismo, 2000 anos de História Anti-Semitism, 2000 Years of History                                                  | 2022           | França                    | Jonathan Hayoun                                | [ 21 ] [ 22 ]        |
| 11 de janeiro                                                                | Antissemitismo, 2000 anos de História Anti-Semitism, 2000 Years of History                                                  | 2022           | França                    | Jonathan Hayoun                                | [ 21 ] [ 22 ]        |
| 15 de janeiro                                                                | Descodificando a Máquina Climática Decoding The Weather Machine                                                             | 2023           | Estados Unidos            | Doug Hamilton                                  | [ 23 ]               |
| 15 de janeiro                                                                | O Meu Caminho - Um Príncipe dos Tempos Modernos Min Vej - En film om Kronprins Frederik                                     | 2018           | Dinamarca                 | Jacob Jørgensen                                | [ 24 ] [ 25 ] [ 26 ] |
| 16 de janeiro                                                                | Em Busca do Carbono Neutro Chasing Carbon Zero                                                                              | 2023           | Estados Unidos            | Miles O'Brien                                  | [ 27 ] [ 28 ]        |
| 17 de janeiro                                                                | Em Busca do Carbono Neutro Chasing Carbon Zero                                                                              | 2023           | Estados Unidos            | Miles O'Brien                                  | [ 27 ] [ 28 ]        |
| A Sua Cara Pertence-nos Your face is Ours: The Dangers of Facial Recognition | 2023 | França         | Roméo Langlois            | [ 29 ] [ 30 ]                                  |                      |
| 18 de janeiro                                                                | Thatcher Não Morreu Thatcher´s Not Dead                                                                                     | 2022           | França                    | Guillaume Podrovnik                            | [ 31 ] [ 32 ]        |
| 22 de janeiro                                                                | Um Novo Olhar Sobre o Universo New Eye on The Universe                                                                      | 2023           | Estados Unidos            | Terri Randall                                  | [ 33 ]               |
| 23 de janeiro                                                                | A Crise de Putin Putin´s Crisis                                                                                             | 2023           | Estados Unidos            | Michael Kirk                                   | [ 34 ] [ 35 ]        |
| 23 de janeiro                                                                | As Dolinas do Ártico Arctic Sinkholes                                                                                       | 2022           | Estados Unidos            | Brice Habeger Nick Tanner                      | [ 36 ] [ 37 ]        |
| 24 de janeiro                                                                | As Dolinas do Ártico Arctic Sinkholes                                                                                       | 2022           | Estados Unidos            | Brice Habeger Nick Tanner                      | [ 36 ] [ 37 ]        |
| O Exército Vermelho The History of the Red Army                              | 2021 | França         | Michaël Prazan            | [ 38 ] [ 39 ]                                  |                      |
| O Exército Vermelho The History of the Red Army                              | 2021 | França         | Michaël Prazan            | [ 38 ] [ 39 ]                                  | 25 de janeiro        |
| 29 de janeiro                                                                | Cheias Mortais: Uma Catástrofe Climática Deadly Flood: A Climate Disaster                                                   | 2023           | Estados Unidos            |                                                | [ 40 ] [ 41 ]        |
| 29 de janeiro                                                                | Descodificando a Máquina Climática Decoding The Weather Machine                                                             | 2023           | Estados Unidos            | Doug Hamilton                                  | [ 23 ]               |
| 30 de janeiro                                                                | Descodificando a Máquina Climática Decoding The Weather Machine                                                             | 2023           | Estados Unidos            | Doug Hamilton                                  | [ 23 ]               |
| O Exército Vermelho The History of the Red Army                              | 2021 | França         | Michaël Prazan            | [ 38 ] [ 39 ]                                  |                      |
| O Exército Vermelho The History of the Red Army                              | 2021 | França         | Michaël Prazan            | [ 38 ] [ 39 ]                                  | 31 de janeiro        |
| Antissemitismo, 2000 anos de História Anti-Semitism, 2000 Years of History   | 2022 | França         | Jonathan Hayoun           | [ 21 ] [ 22 ]                                  |                      |
| 1 de fevereiro                                                               | Polónia: Um País Dividido Poland: A Divided Country                                                                         | 2023           | França                    | Mathilde Gautry Lucas Gregorio                 | [ 42 ] [ 43 ]        |
| 5 de fevereiro                                                               | América e os Talibãs America And The Taliban                                                                                | 2023           | Estados Unidos            | Marcela Gaviria Martin Smith                   | [ 44 ] [ 45 ]        |
| 5 de fevereiro                                                               | Os Últimos Homens Livres The Tsaatan of Mongolia: Last of the Free Man                                                      | 2023           | França                    | Pierre Da Silva Hervé Boucheaud                | [ 46 ] [ 47 ]        |
| 6 de fevereiro                                                               | Os Últimos Homens Livres The Tsaatan of Mongolia: Last of the Free Man                                                      | 2023           | França                    | Pierre Da Silva Hervé Boucheaud                | [ 46 ] [ 47 ]        |
| O Tempo do Futuro Weathering The Future                                      | 2023 | Estados Unidos | Kiki Kapany David Murdock | [ 48 ] [ 49 ]                                  |                      |
| O Tempo do Futuro Weathering The Future                                      | 2023 | Estados Unidos | Kiki Kapany David Murdock | [ 48 ] [ 49 ]                                  | 7 de fevereiro       |
| 8 de fevereiro                                                               | Antissemitismo, 2000 anos de História Anti-Semitism, 2000 Years of History                                                  | 2022           | França                    | Jonathan Hayoun                                | [ 21 ] [ 22 ]        |
| 8 de fevereiro                                                               | O Cérebro Weathering The Future                                                                                             | 2023           | Estados Unidos            | David Alvarado Michael Bicks Anna Lee Strachan | [ 50 ] [ 51 ]        |
| 12 de fevereiro                                                              | O Cérebro Weathering The Future                                                                                             | 2023           | Estados Unidos            | David Alvarado Michael Bicks Anna Lee Strachan | [ 50 ] [ 51 ]        |
| 13 de fevereiro                                                              | Um Novo Olhar Sobre o Universo New Eye on The Universe                                                                      | 2023           | Estados Unidos            | Terri Randall                                  | [ 33 ]               |
| 13 de fevereiro                                                              | Beleza de Cabul Kabul Beauty                                                                                                | 2023           | França                    | Margaux Benn                                   | [ 52 ] [ 53 ]        |
| 14 de fevereiro                                                              | Antissemitismo, 2000 anos de História Anti-Semitism, 2000 Years of History                                                  | 2022           | França                    | Jonathan Hayoun                                | [ 21 ] [ 22 ]        |
| 15 de fevereiro                                                              | Antissemitismo, 2000 anos de História Anti-Semitism, 2000 Years of History                                                  | 2022           | França                    | Jonathan Hayoun                                | [ 21 ] [ 22 ]        |
| 19 de fevereiro                                                              | O Exército Vermelho The History of the Red Army                                                                             | 2021           | França                    | Michaël Prazan                                 | [ 38 ] [ 39 ]        |
| 20 de fevereiro                                                              | O Exército Vermelho The History of the Red Army                                                                             | 2021           | França                    | Michaël Prazan                                 | [ 38 ] [ 39 ]        |
| 21 de fevereiro                                                              | Antissemitismo, 2000 anos de História Anti-Semitism, 2000 Years of History                                                  | 2022           | França                    | Jonathan Hayoun                                | [ 21 ] [ 22 ]        |
| 21 de fevereiro                                                              | A História Interminável do Amianto Asbestos, The Never Ending Story                                                         | 2022           | França                    | Thomas Dandois Alexandre Spalaikovitch         | [ 54 ] [ 55 ]        |
| 22 de fevereiro                                                              | A História Interminável do Amianto Asbestos, The Never Ending Story                                                         | 2022           | França                    | Thomas Dandois Alexandre Spalaikovitch         | [ 54 ] [ 55 ]        |
| 26 de fevereiro                                                              | O Exército Vermelho The History of the Red Army                                                                             | 2021           | França                    | Michaël Prazan                                 | [ 38 ] [ 39 ]        |
| 26 de fevereiro                                                              | Quando a Guerra Chegou à Redação When War Came to Our Newsroom                                                              | 2024           | Alemanha França           | Dominik Wessely                                | [ 56 ] [ 57 ]        |
| 27 de fevereiro                                                              | Quando a Guerra Chegou à Redação When War Came to Our Newsroom                                                              | 2024           | Alemanha França           | Dominik Wessely                                | [ 56 ] [ 57 ]        |
| 28 de fevereiro                                                              | Quando a Guerra Chegou à Redação When War Came to Our Newsroom                                                              | 2024           | Alemanha França           | Dominik Wessely                                | [ 56 ] [ 57 ]        |
| 29 de fevereiro                                                              | Quando a Guerra Chegou à Redação When War Came to Our Newsroom                                                              | 2024           | Alemanha França           | Dominik Wessely                                | [ 56 ] [ 57 ]        |
| 4 de março                                                                   | Antissemitismo, 2000 anos de História Anti-Semitism, 2000 Years of History                                                  | 2022           | França                    | Jonathan Hayoun                                | [ 21 ] [ 22 ]        |
| 4 de março                                                                   | A Fábrica dos Animais The Cost of Meat                                                                                      | 2021           | Alemanha França           | Caroline du Saint                              | [ 58 ] [ 59 ]        |
| 5 de março                                                                   | A Fábrica dos Animais The Cost of Meat                                                                                      | 2021           | Alemanha França           | Caroline du Saint                              | [ 58 ] [ 59 ]        |
| Líbano: No Coração do Hezbollah Lebanon, Inside Hezbollah                    | 2022 | França         | François-Xavier Trégan    | [ 60 ] [ 61 ]                                  |                      |
| Líbano: No Coração do Hezbollah Lebanon, Inside Hezbollah                    | 2022 | França         | François-Xavier Trégan    | [ 60 ] [ 61 ]                                  | 6 de março           |
| 7 de março                                                                   | Um Novo Olhar Sobre o Universo New Eye on The Universe                                                                      | 2023           | Estados Unidos            | Terri Randall                                  | [ 33 ]               |
| 7 de março                                                                   | Fabricar o Caos Manufacturing Chaos                                                                                         | 2022           | Nova Zelândia             | Justin Pemberton                               | [ 62 ] [ 63 ]        |
| 11 de março                                                                  | Antissemitismo, 2000 anos de História Anti-Semitism, 2000 Years of History                                                  | 2022           | França                    | Jonathan Hayoun                                | [ 21 ] [ 22 ]        |
| 11 de março                                                                  | Verdadeiros Sobreviventes Manufacturing Chaos                                                                               | 2023           | Canadá                    | Rio Mitchell                                   | [ 64 ] [ 65 ]        |
| 12 de março                                                                  | Verdadeiros Sobreviventes Manufacturing Chaos                                                                               | 2023           | Canadá                    | Rio Mitchell                                   | [ 64 ] [ 65 ]        |
| As Vítimas Esquecidas do Nuclear The Forgotten Nuclear Victims               | 2023 | França         | Suliane Favennec          | [ 66 ] [ 67 ]                                  |                      |
| As Vítimas Esquecidas do Nuclear The Forgotten Nuclear Victims               | 2023 | França         | Suliane Favennec          | [ 66 ] [ 67 ]                                  | 13 de março          |
| Turquia: O Mundo Segundo Erdogan Turkey: The World According to Erdogan      | 2023 | França         | Glenn L'Yvonnet           | [ 68 ] [ 69 ]                                  |                      |
| Turquia: O Mundo Segundo Erdogan Turkey: The World According to Erdogan      | 2023 | França         | Glenn L'Yvonnet           | [ 68 ] [ 69 ]                                  | 14 de março          |
| 18 de março                                                                  | Antissemitismo, 2000 anos de História Anti-Semitism, 2000 Years of History                                                  | 2022           | França                    | Jonathan Hayoun                                | [ 21 ] [ 22 ]        |
| 18 de março                                                                  | O Exército Vermelho The History of the Red Army                                                                             | 2021           | França                    | Michaël Prazan                                 | [ 38 ] [ 39 ]        |
| 19 de março                                                                  | O Exército Vermelho The History of the Red Army                                                                             | 2021           | França                    | Michaël Prazan                                 | [ 38 ] [ 39 ]        |
| 20 de março                                                                  | O Exército Vermelho The History of the Red Army                                                                             | 2021           | França                    | Michaël Prazan                                 | [ 38 ] [ 39 ]        |
| Líbano: No Coração do Hezbollah Lebanon, Inside Hezbollah                    | 2022 | França         | François-Xavier Trégan    | [ 60 ] [ 61 ]                                  |                      |
| Líbano: No Coração do Hezbollah Lebanon, Inside Hezbollah                    | 2022 | França         | François-Xavier Trégan    | [ 60 ] [ 61 ]                                  | 21 de março          |
| 25 de março                                                                  | Antissemitismo, 2000 anos de História Anti-Semitism, 2000 Years of History                                                  | 2022           | França                    | Jonathan Hayoun                                | [ 21 ] [ 22 ]        |
| 26 de março                                                                  | Antissemitismo, 2000 anos de História Anti-Semitism, 2000 Years of History                                                  | 2022           | França                    | Jonathan Hayoun                                | [ 21 ] [ 22 ]        |
| 28 de março                                                                  | As Tríades Chinesas - À Conquista do Mundo Triads - The Chinese Mafia Conquering the World                                  | 2023           | França                    | Antoine Vitkine                                | [ 70 ] [ 71 ]        |
| 28 de março                                                                  | Polónia: Um País Dividido Poland: A Divided Country                                                                         | 2023           | França                    | Mathilde Gautry Lucas Gregorio                 | [ 42 ] [ 43 ]        |
| 1 de abril                                                                   | Líbano: No Coração do Hezbollah Lebanon, Inside Hezbollah                                                                   | 2022           | França                    | François-Xavier Trégan                         | [ 60 ] [ 61 ]        |
| 1 de abril                                                                   | O Verdadeiro Arafat Unveiling Arafat                                                                                        | 2023           | Áustria França            | Fabrice Gardel Florian Uzan                    | [ 72 ] [ 73 ]        |
| 2 de abril                                                                   | O Verdadeiro Arafat Unveiling Arafat                                                                                        | 2023           | Áustria França            | Fabrice Gardel Florian Uzan                    | [ 72 ] [ 73 ]        |
| 3 de abril                                                                   | As Tríades Chinesas - À Conquista do Mundo Triads - The Chinese Mafia Conquering the World                                  | 2023           | França                    | Antoine Vitkine                                | [ 70 ] [ 71 ]        |
| 4 de abril                                                                   | As Tríades Chinesas - À Conquista do Mundo Triads - The Chinese Mafia Conquering the World                                  | 2023           | França                    | Antoine Vitkine                                | [ 70 ] [ 71 ]        |
| A Crise de Putin Putin´s Crisis                                              | 2023 | Estados Unidos | Michael Kirk              | [ 34 ] [ 35 ]                                  |                      |
| 8 de abril                                                                   | O Verdadeiro Arafat Unveiling Arafat                                                                                        | 2023           | Áustria França            | Fabrice Gardel Florian Uzan                    | [ 72 ] [ 73 ]        |
| 29 de abril                                                                  | Os Últimos Dias da PIDE | 2014           | Portugal                  | Eduardo Ricou Maria João Saint-Maurice         | [ 74 ]               |
| 30 de abril                                                                  | Os Últimos Dias da PIDE | 2014           | Portugal                  | Eduardo Ricou Maria João Saint-Maurice         | [ 74 ]               |
| 1 de maio                                                                    | Os Últimos Dias da PIDE | 2014           | Portugal                  | Eduardo Ricou Maria João Saint-Maurice         | [ 74 ]               |
| Viagem à Aldeia da Morte                                                     | 2024 | Portugal       | Isabel Silva Costa        | [ 75 ]                                         |                      |
| 2 de maio                                                                    | Portugal: Liberdade e Paz                                                                                                   | 1974           | França                    | Dominique de Roux                              | [ 76 ]               |
| 6 de maio                                                                    | Mandato: O Nascimento de Um Conflito Birth of a Conflict                                                                    | 2022           | Israel                    | Dani Ashur Avi Merkado Ettedgui Yaron Niski    | [ 77 ] [ 78 ]        |
| 7 de maio                                                                    | Mandato: O Nascimento de Um Conflito Birth of a Conflict                                                                    | 2022           | Israel                    | Dani Ashur Avi Merkado Ettedgui Yaron Niski    | [ 77 ] [ 78 ]        |
| 8 de maio                                                                    | Mandato: O Nascimento de Um Conflito Birth of a Conflict                                                                    | 2022           | Israel                    | Dani Ashur Avi Merkado Ettedgui Yaron Niski    | [ 77 ] [ 78 ]        |
| 9 de maio                                                                    | Mandato: O Nascimento de Um Conflito Birth of a Conflict                                                                    | 2022           | Israel                    | Dani Ashur Avi Merkado Ettedgui Yaron Niski    | [ 77 ] [ 78 ]        |
| 14 de maio                                                                   | O Exército Vermelho The History of the Red Army                                                                             | 2021           | França                    | Michaël Prazan                                 | [ 38 ] [ 39 ]        |
| 15 de maio                                                                   | O Exército Vermelho The History of the Red Army                                                                             | 2021           | França                    | Michaël Prazan                                 | [ 38 ] [ 39 ]        |
| 16 de maio                                                                   | O Exército Vermelho The History of the Red Army                                                                             | 2021           | França                    | Michaël Prazan                                 | [ 38 ] [ 39 ]        |
| 20 de maio                                                                   | As Tríades Chinesas - À Conquista do Mundo Triads - The Chinese Mafia Conquering the World                                  | 2023           | França                    | Antoine Vitkine                                | [ 70 ] [ 71 ]        |
| 22 de maio                                                                   | As Tríades Chinesas - À Conquista do Mundo Triads - The Chinese Mafia Conquering the World                                  | 2023           | França                    | Antoine Vitkine                                | [ 70 ] [ 71 ]        |
| 23 de maio                                                                   | As Tríades Chinesas - À Conquista do Mundo Triads - The Chinese Mafia Conquering the World                                  | 2023           | França                    | Antoine Vitkine                                | [ 70 ] [ 71 ]        |
| 27 de maio                                                                   | As Tríades Chinesas - À Conquista do Mundo Triads - The Chinese Mafia Conquering the World                                  | 2023           | França                    | Antoine Vitkine                                | [ 70 ] [ 71 ]        |
| Lavagem Verde Greenwashing: The Climate Killer                               | 2023 | França         | Claire Tesson             | [ 79 ] [ 80 ]                                  |                      |
| Lavagem Verde Greenwashing: The Climate Killer                               | 2023 | França         | Claire Tesson             | [ 79 ] [ 80 ]                                  | 28 de maio           |
| 29 de maio                                                                   | As Tríades Chinesas - À Conquista do Mundo Triads - The Chinese Mafia Conquering the World                                  | 2023           | França                    | Antoine Vitkine                                | [ 70 ] [ 71 ]        |
| 29 de maio                                                                   | Polónia: Um País Dividido Poland: A Divided Country                                                                         | 2023           | França                    | Mathilde Gautry Lucas Gregorio                 | [ 42 ] [ 43 ]        |
| 30 de maio                                                                   | Thatcher Não Morreu Thatcher´s Not Dead                                                                                     | 2022           | França                    | Guillaume Podrovnik                            | [ 31 ] [ 32 ]        |
| 30 de maio                                                                   | A Fábrica dos Animais The Cost of Meat                                                                                      | 2021           | Alemanha França           | Caroline du Saint                              | [ 58 ] [ 59 ]        |
| 3 de junho                                                                   | Turquia: O Mundo Segundo Erdogan Turkey: The World According to Erdogan                                                     | 2023           | França                    | Glenn L'Yvonnet                                | [ 68 ] [ 69 ]        |
| 3 de junho                                                                   | Lavagem Verde Greenwashing: The Climate Killer                                                                              | 2023           | França                    | Claire Tesson                                  | [ 79 ] [ 80 ]        |
| 4 de junho                                                                   | Lavagem Verde Greenwashing: The Climate Killer                                                                              | 2023           | França                    | Claire Tesson                                  | [ 79 ] [ 80 ]        |